# Jala Brat
Jasmin Fazlić (* 16. října 1986 Sarajevo, Jugoslávie), známý spíše jako Jala Brat, je bosenský rapper, skladatel a hudební producent. Je známý především svou spoluprací s bosenským rapperem Bubou Corelli a bosensko-srbskou zpěvačkou Mayou Berović.
Fazlić taktéž reprezentoval Bosnu a Hercegovinu na mezinárodní hudební soutěži Eurovision Song Contest 2016 s písní „Ljubav je“, kterou napsal společně s Dalalem, Deenem a Anou Rucner, ale nepodařilo se mu kvalifikovat do finále.

## Kariéra

### Začátek kariéry
Fazlić začal vytvářet hip-hop hudbu v roce 2004 v jeho improvizovaném domácím studiu. Později byl členem hip-hopové skupiny Bluntbylon se Smaylou a jinými členy. Jejich kariéra odstartovala hlavně na YouTubu. V této době také složil pár sólových děl. V roce 2011 vydal svoje první EP Replay, na kterém se objevila i jeho první píseň s Bubou Corelli.

### Díla z roku 2012
V roce 2012 vydal první sólové album Riječ na riječ. V tomto roce také vydal EP Mahala se Shtelou. Také začal skládat album Lice Ulice, které je stále nedokončené. V témže roce vydal dva singly z alba, „Lice Ulice“ a „Uzeću vam sve“.
V roce 2015 vydal třetí singl z alba „Dom“, čímž ukázal, že projekt není zrušen, jen pozastaven. V roce 2012 Jala s Bubou Corelli začal vydávat singly z EP Sin City. Celkově vyšlo pět singlů a EP bylo kompletně vydané v roce 2013.

### Pakt s Đavoloms Bubou Corelli
16. listopadu 2014 vyšel první singl z alba Pakt s Đavolom jménem „Bez Tebe“. Celé album vyšlo 13. prosince 2014, hned po třech singlech „22“, „Trinidad & Tobago“ a „Borba“. Album se stalo velmi úspěšným a Jala s Corellim byli v této době nejposlouchanější interpreti v Bosně a Hercegovině.
Po tomto úspěchu, v roce 2015, Jala Brat s Bubou Corelli začali skládat svoji hudbu méně underground a více komerční. 6. září téhož roku Jala vydal singl „Casino“. Buba Corelli byl v té době ve vazbě, ale Jala pokračoval v skládání hudby i bez něj až do konce Eurovize, kdy byl Corelli propuštěn.
V čase, kdy byl Corelli uvězněn, Jala vydal singl „Dom“ z alba Lice Ulice, které bylo věnováno Corellimu a třem jiným rapperům, kteří byli v té době uvězněni. I když nezpíval turbofolk on sám, na několika dílech spolupracovat s turbofolkovými interprety jako například s Dadem Polumentou („Dominantna“), Mayou Berović („To me radi“, i s Corellim) a dcerou Mileho Kitiće, Elenou Kitić. 28. července 2016, Elena vydala svůj první oficiální song „Folira“, kde Fazlić vystupoval.
V říjnu 2016, Jala Brat s Bubou Corelli oznámili, že vydají nové album Kruna. Album obsahuje 8 singlů. Bylo více komerční než jejich ostatní alba a většina písní neobsahuje oba interprety. Jen dva singly, „Klinka“ a „Ne volim“ (s Elenou Kitić) byly složeny oběma. 3 singly, „Comfort“, „Sporije“ a „Dokaz“ byly složeny jen Corellim a zbytek, „Restart“, „La Martina“ a „Bakšiš“ byly vytvořeny jen Fazlićem. Na album byla použita pokročilá technologie, šest z osmi singlů mají videa ve 4K, ostatní dva mají videa s textem.

## Spolupráce s ostatními rappery
Od roku 2011 Fazlić spolupracoval hlavně s bosenskými underground rappery, kteří byli tehdy populární. Kromě Buby Corelli, byl známy pro spolupráci se svými kolegy Bluntbylonem a Smaylou. Také pracoval s Corelliho skupinou G-Recordz a jejími členy.
Také udělal pár písní s rappery Klijentem a Anći a také členy sarajevských skupin Treća Smjena Crew, Capital City Crew a Dlan Beats. V roce 2012 spolupracoval s jedním z nejznámějších bosenských rapperů, Frenkiem, s kterým vydal videoklip Ne odustajem. Později vytvořil pár děl se srbským interpretem Juicem, který také hostoval na albu Pakt s Đavolom. V roce 2018 vydal promo singl „Mafia“ s Bubou Corelli.

## Diskografie

### Alba
- Riječ na Riječ (2012)
- SA Sin City s Bubou Corelli (2012-2013)
- Pakt s Đavolom s Bubou Corelli (2014)
- Kruna s Bubou Corelli (2016)

### EP
- Replay (2011)
- Mahala se Shtelou (2012)
- 99 (2019)
- Futura (2021)